# Joop M. Joosten
Josephus Maria Joosten (Roermond, 8 maart 1926 − Leiden, 6 november 2017) was een Nederlands kunsthistoricus, die vooral bekend werd als specialist inzake Piet Mondriaan en publiceerde onder de naam Joop M. Joosten.

## Biografie
Joosten studeerde kunstgeschiedenis aan de Katholieke Universiteit Nijmegen. Vervolgens trad hij in 1956 in dienst bij het Rijksbureau voor Kunsthistorische Documentatie als wetenschappelijk ambtenaar bij de afdeling Moderne en Hedendaagse Kunst. In 1970 verliet hij het RKD voor de functie van Hoofdconservator Wetenschappelijke Documentatie bij het Stedelijk Museum Amsterdam. Daar werkte hij mee aan tentoonstellingen en de catalogi over Johan Thorn Prikker (1968) en over de museumcollectie van werken van Kazimir Malevitsj (1976); over die laatste verzorgde hij ook een retrospectieve tentoonstelling in 1989. Met Thorn Prikker hield hij zich bijna 25 jaar bezig hetgeen onder andere resulteerde in een bronpublicatie van brieven in 1980.
In de jaren 1983-1985 was hij lid van een commissie van drie die gevraagd werd te adviseren over de toekomst van zijn vorige werkgever, het RKD. Het advies pakte in het voordeel van het RKD uit.
Zijn belangrijkste werk betreft dat over Piet Mondriaan, samen met Robert P. Welsh. De laatste had hij in de jaren 1960 als promovendus leren kennen en leidde in 1969 tot samenwerking bij de uitgave van twee schetsboeken. In die zelfde tijd publiceerde Joosten de  brieven van Mondriaan aan H.P. Bremmer en Lodewijk Schelfhout. Het belangrijkste samenwerkingsproject met Welsh is echter de oeuvrecatalogus van het werk van Mondriaan waaraan hij vanaf zijn pensionering in 1990 werkte en die, na een vertraging van 4 jaar, in 1998 verscheen.
In 2006 ontving hij van de Universiteit van Amsterdam een eredoctoraat in de Letteren. Het RKD ontving in de periode 2013 tot 2016 het 40 meter grote documentatie-archief van Joosten. Dr. h.c. Joop M. Joosten overleed in 2017 op 91-jarige leeftijd.

### Oeuvrecatalogus Mondriaan
In 1998 verscheen de Engelstalige oeuvrecatalogus van het werk van Mondriaan in drie delen, gebundeld in twee banden in een cassette. De catalogus verscheen in samenwerking met Welsh. De laatste verzorgde het eerste deel dat het naturalistische werk betrof tot begin 1911. Joosten verzorgde het tweede deel dat de kubistische en abstracte werken van 1911 tot 1944 omvatte. Joosten was ook medeverantwoordelijk voor het derde deel.
Joosten begint het tweede deel met een inleiding waarin hij aangeeft dat hij in verband met de organisatie van een tentoonstelling in 1955 in het Haags Gemeentemuseum en de bijbehorende catalogus zich met Mondriaan ging bezighouden. Een andere belangrijke gebeurtenis in zijn studies van de schilder was de tentoonstelling van De Stijl in 1982. In deze tijd en tot ver erna begon het verzamelen van gegevens voor een als noodzakelijk geacht wordende catalogue raisonné van Mondriaans werk. Joosten zou zich daarbij richten op het kubistische en abstracte werk vanaf 1911. Na de dankbetuiging volgen de kleurenafbeeldingen van een aantal werken. Dan volgt een chronologische beschrijving van het leven van de schilder aan de hand van vele documenten en gelardeerd met foto's. Daarna volgt een verantwoording van de daarna afzonderlijk beschreven werken. Het hoofdbestanddeel van het tweede deel is dan de beschrijving van elk afzonderlijk bekend werk uit de periode 1911 tot 1944, zowel de nog bestaande als de niet meer bekende of verloren gegane werken.
Elke beschrijving begint dan met een unieke nummering, de titel en datering, referentie naar eerdere catalogi en documentatie over het werk, de tentoonstellingen waar het werk was geëxposeerd, eventuele kritieken op het werk, een opgave van de literatuur erover, de herkomstgeschiedenis en soms aanvullend commentaar; elke beschrijving gaat gepaard van een afbeelding van het werk (waar mogelijk).
Het derde deel, 'Appendix' getiteld, is in een band met deel twee opgenomen maar wel afzonderlijk gepagineerd, en door Welsh en Joosten samen geredigeerd. Het bevat een concordantie naar de eerdere oeuvrecatalogi, als belangrijkste onderdeel een lijst van alle tentoonstellingen die van 1890 tot en met 1993 zijn gehouden waar werk van Mondriaan werd geëxposeerd, een lijst van veilingen waar werk van hem werd geveild, een opgave van de herkomst van de werken, een bibliografie en indexen.

### Privé
Joosten was getrouwd met Tiny Joosten-Meuwissen (1927-2015) met wie hij een zoon had. Samen woonden zij aan de Zoeterwoudsesingel in Leiden. In hun tuin stond het oudst overgebleven Leidse zogenaamde speelhuisje. Op 21 januari 2014 waren ze op de televisie te zien in een aflevering van Eeuwig jong. Het geheim van verouderen als een echtpaar dat onafhankelijk wil blijven wonen en niet naar een verzorgingstehuis wil.

### Eigen publicaties
- 'De afdeling moderne Nederlandse en Belgische kunst van het Rijksbureau voor Kunsthistorische Documentatie te 's-Gravenhage', in: Museumjournaal serie 8, nummer 4 (oktober 1962).
- Johan Thorn Prikker (1868-1932). Schilderijen, tekeningen, litho's, glas-in-lood-ramen, mozaïeken, inlegwerk. Amsterdam, [1968] [bij tentoonstelling van 6 september tot en met 20 oktober 1968 gehouden in het Stedelijk Museum, Amsterdam].
- 'Henry van de Velde en Nederland, 1892-1902. De Belgische Art Nouveau en de Nederlandse Nieuwe Kunst', in: Cahiers Henry van de Velde 12-13 (1978), p. 6-48.
- Kasimir Malewitch. Amsterdam, 1976 [tentoonstelling 'Tekeningen, Grafiek en Documenten van K.S. Malewitch', Stedelijk Museum Amsterdam, 6 februari tot en met 21 maart 1976].
- De Stijl: 1917-1931. Cataloguslijst van de tentoonstellingen. Stedelijk Museum Amsterdam 6.8 t/m 3.10.1982, Rijksmuseum Kröller Müller 7.8 t/m 4.10.1982. Amsterdam, 1982.

### Publicaties met anderen
- [met Robert P. Welsh] Two Mondrian sketchbooks 1912-1914. Amsterdam, 1969.
- [met John Sillevis en Ronald de Leeuw], Dutch painting from the century of Van Gogh. [Catalogue of the exhibition in] Tokyo: 27 April - 16 May, 1979, Odakyu Grand Gallery; [etc.]. [Tokyo, 1979].
- [met Jaap Wit] 20 jaar verzamelen. Aanwinsten Stedelijk Museum Amsterdam 1963-1984. Schilder- en beeldhouwkunst. Amsterdam, 1984 [ter gelegenheid van het afscheid van Edy de Wilde].
- [met Robert P. Welsh] Piet Mondrian. Catalogue raisonné. 3 delen in 2 banden. New York, 1998.
- [met Hans Janssen] Mondrian, de 1892 à 1914. Les chemins de l'abstraction. Paris, 2002 [exposition Paris, Musée d'Orsay, 25 mars-14 juillet 2002, Fort Worth, Kimbell Art Museum, 18 août-8 décembre 2002].

### Bezorging
- De brieven van Johan Thorn Prikker aan Henri Borel en anderen, 1892-1904. Met ter inleiding fragmenten uit het dagboek van Henri Borel, 1890-1892. Nieuwkoop, 1980.

### Vertaling
- Joseph Jobé, Christus in de ogen der mensen. 's-Gravenhage, [1964].